# 伊瓜蘇縣

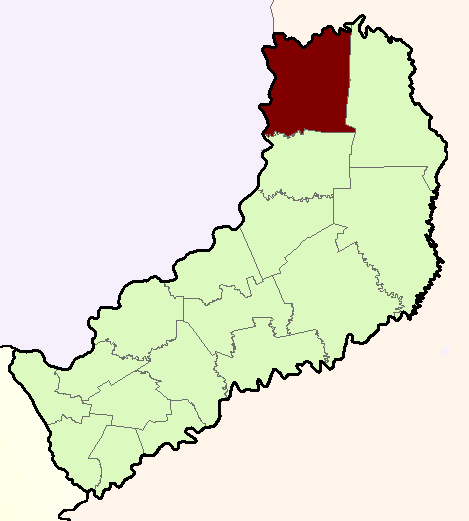

26°1′22″S 54°36′46″W / 26.02278°S 54.61278°W
伊瓜蘇縣（西班牙語：Departamento Iguazú），是阿根廷的縣份，位於該國東北部米西奧內斯省，首府設於埃斯佩蘭薩，面積2,769平方公里，2010年人口82,227，人口密度每平方公里29.7人。